# Druckverschlussbeutel

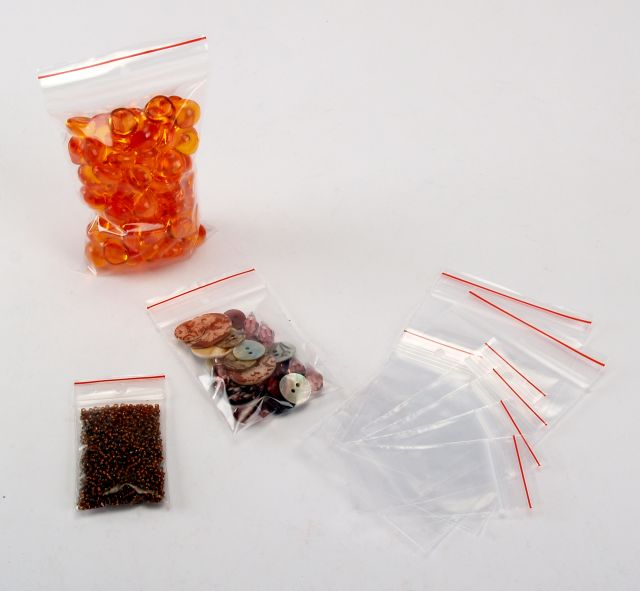
Verschiedene Druckverschlussbeutel

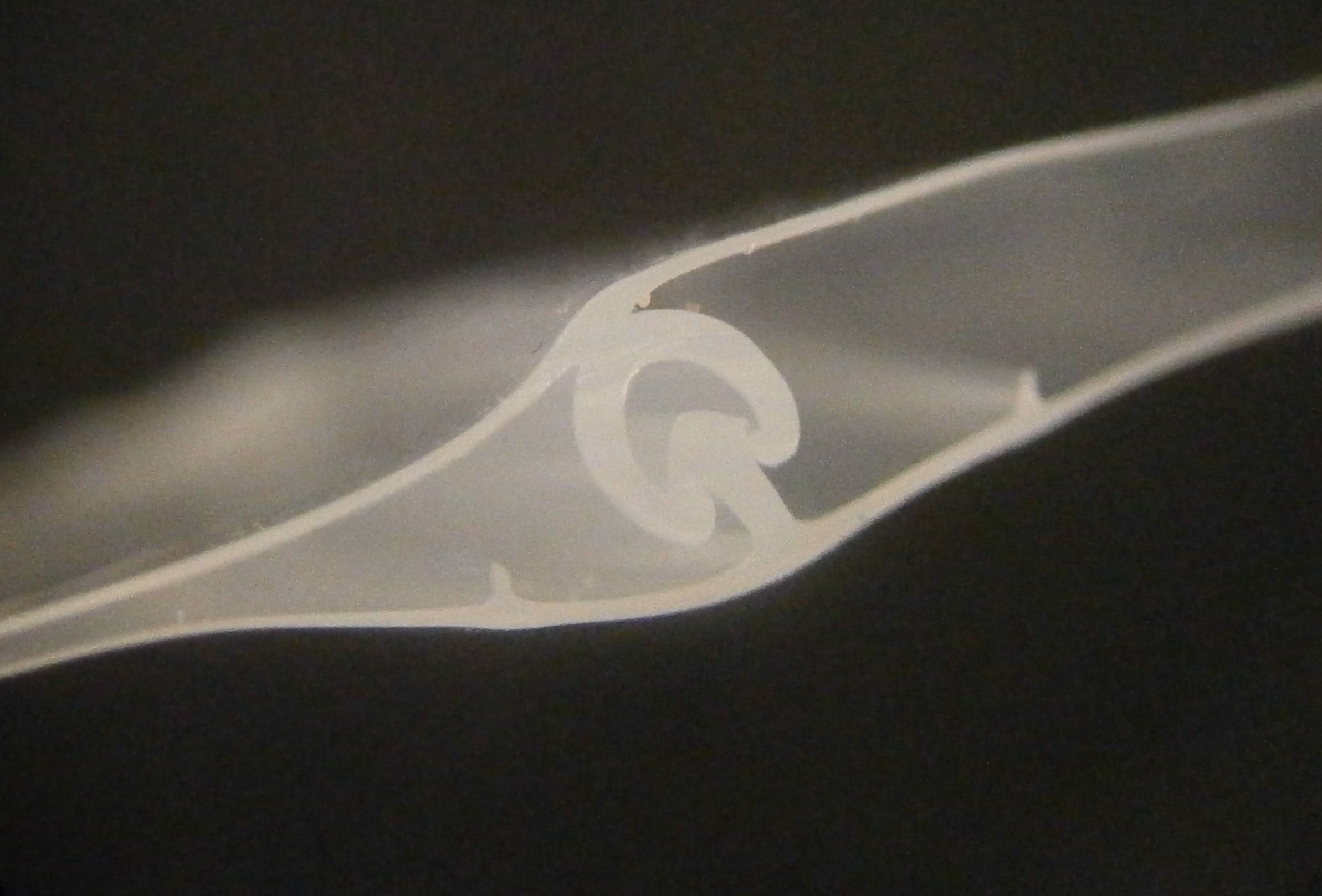
Profil eines modernen Druckverschlussbeutels – Nahaufnahme

Ein Druckverschlussbeutel oder eine Druckverschlusstüte (DVT) ist ein Beutel aus Kunststoff mit einer Verschlussleiste aus zwei ineinandergreifenden Profilen an der Befüllöffnung, mit der sich der Beutel nahezu luftdicht verschließen lässt. Der Beutel lässt sich einfach öffnen und wieder verschließen und ist so wiederverwendbar.
Der Verschlussmechanismus wurde 1954 patentiert.
Ein ähnliches Verschlussprinzip wird bei Schiebeverschlussbeuteln verwendet.